# DB BR 10
Паровоз DB Baureihe 10 — магистральный пассажирский паровоз, предназначенный для вождения поездов дальнего следования на Deutsche Bundesbahn. Паровоз выпускался с 1957 на заводах концерна Krupp и был последней и самой мощной моделью паровоза, разработанной для Deutsche Bundesbahn. За элегантный внешний вид паровозы этой серии получили прозвище «Чёрные лебеди» (нем. schwarze Schwäne).
Паровозы предназначались для замены паровозов серий BR 01 и BR 0110. Однако из-за несвоевременного исполнения заказа и осевой нагрузки свыше 22 тонн, мешавшей использованию паровозов на большинстве существовавших тогда участков, запуск этих паровозов в серию не состоялся. Было выпущено всего два паровоза:28 марта 1957 года 10 001 (заводской номер 3351/56, принят DB 6 марта 1958 года) с угольной основной и мазутной дополнительной топками, и 31 декабря 1957 года 10 002 (заводской номер 3351/56, принят DB 29 марта 1958 года), оснащённый только мазутной топкой. В 1960 году 10 001 был также оснащён основной мазутной топкой. 10 001 обошёлся в 754 тысячи марок, 10 002 - в 766 тысячи марок.
Оба построенных локомотива имели коническую дверцу дымовой коробки и дымоотбойники, что несколько уменьшало сопротивление воздуха на высоких скоростях. Оба паровоза получили тендер типа 2'2' T 40, способный перевозить до 9 тонн угля и 4,5 м³ мазута (10 001) или 12,5 м³ мазута (10 002).
Паровозы были допущены для эксплуатации только на определённых основных железнодорожных линиях, которые могли выдержать сравнительно высокую осевую нагрузку. Эксплуатировались паровозы в депо города Бебра (до 1962 года), а затем - в Касселе, где получили общее прозвище Sputnik. До 20 марта 1967 года оба паровоза наряду с паровозами серии 0110 использовались для вождения скорых поездов в/из Гиссена. В январе 1967 года после поломки золотникового штока 10 002 был выведен из эксплуатации. С 21 марта 1967 года по январь 1968 года 10 001 использовался со скорым поездом E 387/388 (E 687/688) на плече Кассель - Падерборн - Зост - Хамм - Мюнстер, а после получения специального разрешения в течение месяца - и на участке Мюнстер - Райне, рассчитанном на осевую нагрузку до 20 тонн. После поломки золотникового штока 5 января 1968 года на участке между Касселем и Вартбургом 10 001 был окончательно выведен из эксплуатации 21 июня 1968 года.
На момент списания 10 001 прошёл 1 067 987 километров, из 1794 дней службы он 484 дня был на техническом обслуживании или ремонте, а 1038 дней использовался для вождения поездов. Лишь 97 дней стоял на вокзале или в депо без задания - признак относительно высокой востребованности этой модели.

Паровоз с порядковым номером 001 сохранён в Немецком паровозном музее (нем. Deutsches Dampflokomotiv-Museum, город Нойенмаркт, Верхняя Франкония). Он был отреставрирован до музейного, но не до рабочего состояния. Второй паровоз использовался около 10 лет как паровоз отопления на вокзале города Людвигсхафен-на-Рейне, а в 1972 году был порезан на металлолом в депо города Оффенбург.
В 1975 году в рамках серии "Почта Германии для молодёжи" была издана почтовая марка с изображением паровоза этой серии.